# 玉城蒂娜
玉城Tina（日语：／ Tamashiro Tina，1997年10月8日—）是日本女演員。前女性時尚雜誌『ViVi』專屬模特兒。沖繩縣出身。Dine and indy所屬。

## 經歷
參加完社團活動去友人家途中，獲得事務所社長發掘。
在2012年7月成為ViVi雜誌的專屬模特兒。
2014年1月於首度以演員的身分出道。 2015年6月27日上映的電影中她首度登上大銀幕。
2018年10月23日從專屬模特兒畢業。

## 得獎
- 第44屆報知電影獎 新人賞（《殺手餐廳》、《惡之華》）[4]

## 出演

### 電影
- 天使的茶几/天之茶助(2015年2月13日) 飾演：早乙女茶子[5]
- 狼少女和黑王子(2016年5月28日) 飾演：立花麻鈴[6]
- 貞子vs伽椰子(2016年6月18日) 飾演：高木鈴花[7]
- 黑金丑島君The Final（2016年10月22日）飾演：犀原茜[8]（中學生時代）
- P與JK（2017年3月25日） 飾演：矢口三門[9]
- 重啟咲良田（前篇・2017年3月25日 / 後篇・2017年5月13日） 飾演：村瀬陽香[10]
- 暗黑女子（2017年4月1日）飾演：黛安娜[11]
- 女女演（日语：女々演）（2018年3月24日)飾演：佐佐木光[12]
- 偶像侵略隊（日语：ドルメンX）（2018年6月15日）飾演：四伊[13]
- 要你對我×××！(2018年6月23日）飾演：冰室雪菜[14]
- 我的傲嬌男友（2018年11月9日）飾演：坂下歷[15]
- 吉娃娃羅曼死（日语：チワワちゃん）（2019年1月18日）飾演：由美[16]
- DINER：噬食者（2019年7月5日）飾演：大場加奈子[17]
- 惡之華 (2009年漫畫)（2019年9月27日）飾演：仲村佐和[18]
- 地獄少女（2019年11月15日）飾演：閻魔愛[19]
- AI崩壞（日语：AI崩壊）（2020年1月31日）飾演：飯田真子[20]
- ×××HOLiC（2022年4月29日）飾演：九軒葵

### 動畫電影
- 龍與雀斑公主（2021年7月16日）飾演：渡邊瑠果[21]

### 電視劇
- 戀愛王位決定戰（日语：ダークシステム 恋の王座決定戦）（2014年1月21日 - 3月25日，TBS電視台）飾演：白石悠理[22]
- ウレロ☆未体験少女（日语：ウレロ☆シリーズ） 第10話（2014年3月15日，東京電視台）飾演：GCK こがりんか
- JK是雪女（日语：JKは雪女）（2015年9月28日 - 10月19日，每日放送）飾演：冬城咲雪[23]
- 偶像侵略隊（日语：ドルメンX）（2018年3月11日 - 4月1日，日本電視台）飾演：四伊[24]
- 要你對我×××！（2018年3月26日 - 4月16日，每日放送）飾演：冰室雪菜[14]
- 東京傷情故事（日语：東京センチメンタル）SP ~御茶之水之恋~ （2018年3月31日，東京電視台）飾演：カリナ[25]
- 世界奇妙物語 2018秋季特別篇「數學的傍晚」（2018年11月10日，富士電視台）飾演：凛子
- 電視劇甲子園（日语：ドラマ甲子園） 受験ゾンビ（2019年10月20日，富士電視台TWO）飾演：野口あかり[26]
- 因某些理由住在火星～選中的4人～（日语：ワケあって火星に住みました〜エラバレシ4ニン〜）（2020年1月25日，WOWOW）飾演：竹野あゆみ[27]
- 只有在想死的夜晚（日语：死にたい夜にかぎって） 第1話（2020年2月24日，每日放送）飾演：山村[28]
- 這本推理小說真厲害！大獎 電視劇系列作品第五彈 然后，百合子就独自一人了（日语：そして、ユリコは一人になった）（2020年3月6日 - 4月24日，關西電視台）飾演：嶋倉美月[29]
- SUITS 第1話（2020年4月13日，富士電視台）飾演：吉野麻帆
- 騷亂時節的少女們。（2020年9月9日 - 10月28日，每日放送・TBS電視台）飾演：菅原新菜[30][31]
- 刑事after 5（日语：刑事アフター5）（2020年10月1日，朝日電視台）飾演：久路五月[32][30]
- 極道主夫（2020年10月11日 - 12月13日，讀賣電視台・日本電視台）飾演：大前由佳里
- 奧莉佛是狗，（天哪！！）這傢伙（日语：オリバーな犬、 (Gosh!!） このヤロウ）（2021年9月17日 - 10月1日，NHK）飾演：北條霞[33]
- 筋肉人 THE LOST LEGEND（日语：キン肉マン THE LOST LEGEND）（2021年10月8日 - 12月10日，WOWOW）飾演：米特[34]
- 鐵道宅道子 2萬公里的旅行（日语：鉄オタ道子、2万キロ）（2022年1月8日 - 3月26日，東京電視台）飾演：大兼久道子
- NICE FLIGHT!（2022年7月22日 - 9月9日，朝日電視台）飾演：河原霞
- 在你成為野獸之前（日语：君が獣になる前に）（2024年4月6日 - 6月21日，東京電視台）飾演：希堂琴音

### 網路劇
- 或許能幹委員會（2018年2月17日）第4話 AbemaTV 飾演:高梨リコ[35]
- 華麗追隨（2020年2月27日）Netflix[36]

## 書籍

### 雑誌
模特
- ViVi（2012年10月号 - 2019年2月号、講談社） - 専属模特
- Spoon.（プレビジョン） - 2012年12月号 表紙&巻頭24ページ掲載、2013年4月号 表紙&巻頭
- Mgirl☆MIKA NINAGAWA（MATOI PUBLISHING） - 2012-2013AW、2013SS
- Pen（阪急コミュニケーションズ） - 15周年記念号 巻頭
- Palm maison，存于（ファブルゼィール） - 2013年3月発売 vol.009
- きもの姫（祥伝社） - 2013年6月号 表紙&巻頭
- SHUTTER magazine（サンクチュアリ・パブリッシング） - 2013年6月号 表紙&巻頭
- EYESCREAM - 2013年7月 表紙＋特集

随筆執筆
- 「ここではないどこか」 - 『群像』2017年12月号 掲載
- 「あのとき聞いた音楽」 - 『小説新潮』2020年8月号 掲載

### 写真集
- ティナのもちお（2014年9月20日、宝島社）ISBN2|978-4-8002-3236-6
- 玉城ティナ フォトブック Tina（2015年3月26日、講談社）ISBN2|978-4-06-219466-2
- ティNa EROス BY KISHIN（2016年4月1日、小学館） ISBN2|978-4-09-682222-7
- 渇望（2017年10月6日、講談社）ISBN2|978-4-06-220824-6

## 資料來源
1. ↑  . wayback machine url=https://web.archive.org/web/20210221010737/https://www.city.urasoe.lg.jp/docs/2014110100305/file_contents/s20090217092516788_24.pdf accessdate=2021-10-11. 2021-03-21 - 2021-04-11.
2. ↑  . ryukyushimpo jp news date=2019-04-27.
3. ↑  玉城ティナプロフィール｜Net ViVi
4. ↑  .   [2020-09-30]. （原始内容存档于2020-11-27）.
5. ↑  . NATALIE MUSIC NEWS. 2015-06-30  [2021-10-11]. （原始内容存档于2021-10-29）.
6. ↑  . NATALIE MUSIC NEWS. 2015-12-10  [2021-10-11]. （原始内容存档于2021-10-29）.
7. ↑  . DAILY CO. 2016-01-25  [2021-10-11]. （原始内容存档于2021-10-28）.
8. ↑  . NLABI MEDIA. 2016-06-29  [2021-10-11]. （原始内容存档于2021-10-27）.
9. ↑  . ORICON. 2016-07-09  [2021-10-11]. （原始内容存档于2021-10-29）.
10. ↑  . NATALIE MUSIC NEWS. 2016-09-22  [2021-10-11]. （原始内容存档于2021-10-29）.
11. ↑  .   [2021-10-11]. （原始内容存档于2021-10-29）.
12. ↑  . eiga.com.   [2021-10-11]. （原始内容存档于2021-10-05）.
13. ↑  . NATALIE MUSIC NEWS.   [2021-10-11]. （原始内容存档于2021-10-29）.
14. 1 2  .   [2021-10-11]. （原始内容存档于2020-01-27）.
15. ↑  .   [2021-10-11]. （原始内容存档于2021-10-05）.
16. ↑  .   [2021-10-11]. （原始内容存档于2021-10-27）.
17. ↑  .   [2021-10-11]. （原始内容存档于2021-10-05）.
18. ↑  .   [2021-10-11]. （原始内容存档于2021-10-30）.
19. ↑  .   [2021-10-11]. （原始内容存档于2019-03-31）.
20. ↑  .   [2021-10-11]. （原始内容存档于2021-10-27）.
21. ↑  .   [2021-10-11]. （原始内容存档于2021-10-19）.
22. ↑  .   [2021-10-11]. （原始内容存档于2018-02-14）.
23. ↑  .   [2021-10-11]. （原始内容存档于2021-10-24）.
24. ↑  .   [2021-10-11]. （原始内容存档于2021-10-29）.
25. ↑  .   [2021-10-11]. （原始内容存档于2021-11-02）.
26. ↑  .   [2021-10-11]. （原始内容存档于2020-12-01）.
27. ↑  .   [2021-10-11]. （原始内容存档于2021-10-27）.
28. ↑  .   [2021-10-11]. （原始内容存档于2021-10-29）.
29. ↑  .   [2021-10-11]. （原始内容存档于2022-01-09）.
30. 1 2  .   [2021-10-11]. （原始内容存档于2021-11-02）.
31. ↑  .   [2021-10-11]. （原始内容存档于2021-10-29）.
32. ↑  .   [2021-10-11]. （原始内容存档于2021-10-27）.
33. ↑  .   [2021-10-11]. （原始内容存档于2021-11-04）.
34. ↑  .   [2021-10-11]. （原始内容存档于2021-10-29）.
35. ↑  .   [2021-10-11]. （原始内容存档于2021-10-29）.
36. ↑  .   [2021-10-11]. （原始内容存档于2021-10-25）.

## 外部連結
- 玉城ティナオフィシャルサイト （页面存档备份，存于）
- 玉城ティナ | 株式会社ディネ アンド インディー | Dine and indy （页面存档备份，存于）
- 玉城 ティナ TinaTamashiro的X（前Twitter）
- Tina Tamashiro 玉城ティナ的Instagram帳戶